# Dornrücken-Engelhai
Der Dornrücken-Engelhai (Squatina armata), auch bekannt als Chilenischer Engelhai ist ein maximal 100 Zentimeter langer Engelhai. Er kommt an der Pazifikküste des südlichen Südamerikas vor. Der Holotypus ist verloren gegangenen und 2024 wurde deshalb ein Neotypus bestimmt.

## Aussehen und Merkmale
Der Dornrücken-Engelhai kann wahrscheinlich eine maximale Körperlänge von etwa 100 cm erreichen (der Holotyp mit 103 Zentimetern Körperlänge ist verloren gegangen). Wie bei anderen Engelhaien ist der Rumpf stark abgeflacht mit sehr breiten Brustflossen, wodurch die Tiere in der Gestalt eher wie lange Rochen wirken. Die Brustflossen sind jedoch deutlich vom Rumpf abgesetzt, während sie bei den meisten Rochen ansatzlos in den Körper übergehen. Dornrücken-Engelhaie haben zwei Rückenflossen und besitzen keine Afterflosse. Der Rücken ist rot-braun bis grau, die Bauchseite ist heller. Die Rückenflossen sind etwas heller als der Rücken. Auf dem Schnauzenbereich befinden sich am Maul und den Augen stark vergrößerte Dornen. Über den Rücken und zwischen den Rückenflossen und auf der Schwanzoberseite verlaufen in einer Doppelreihe entlang der Mittellinie zudem ebenfalls sehr große, hakenförmige Dornen. Weitere Dornen befinden sich an der Vorderkante der Brustflossen.
Der Kopf dieser Art ist vergleichen mit anderen Engelhaien schmal. Die Augen liegen auf der Kopfoberseite, das Maul ist endständig, die äußeren Nasenöffnungen sind mit kurzen Barteln versehen. Die Spritzlöcher sind sehr groß, die Anzahl der seitlich, unten liegenden Kiemenöffnungen beträgt fünf.

## Verbreitung

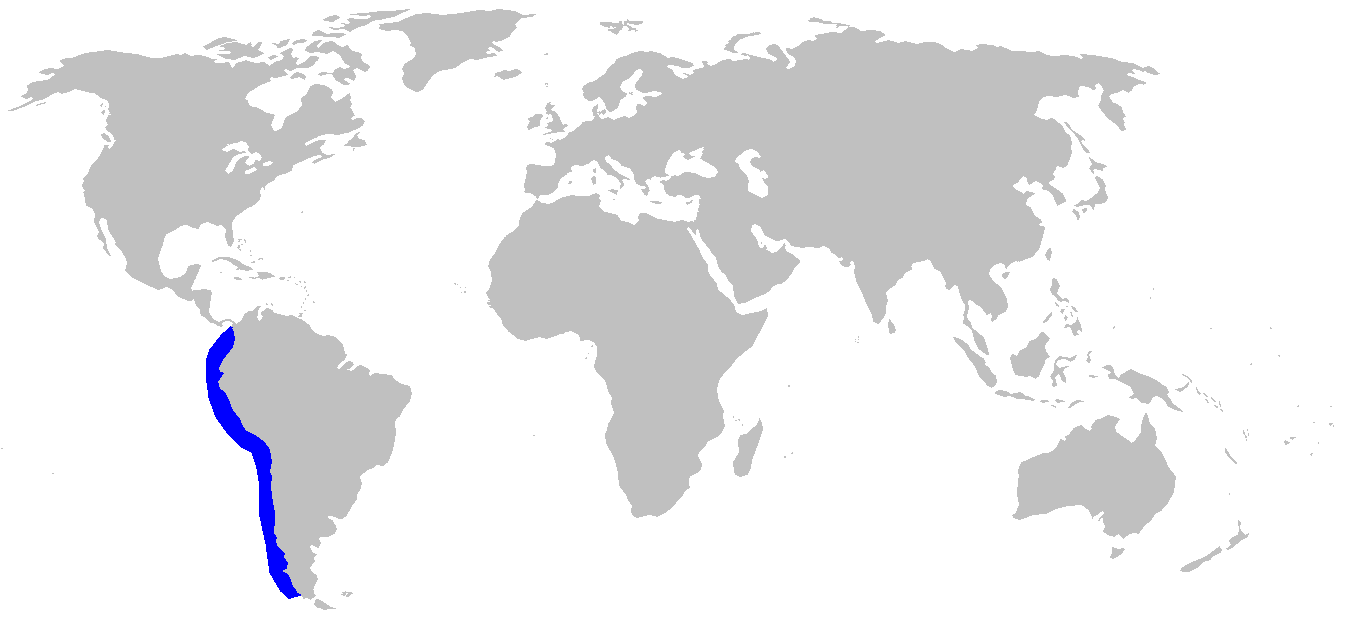
Verbreitung des Dornrücken-Engelhais

Das Verbreitungsgebiet des Dornrücken-Engelhais befindet sich im Küstenbereich des südlichen Pazifiks vor Chile, wahrscheinlich kommt er jedoch auch vor Kolumbien, Peru und Ecuador vor. Der Holotypus ist verloren gegangenen und die Einstufung als eigene Art ist unsicher. Es ist möglich, dass sie ein Synonym des Pazifischen Engelhais (S. californicus) ist, der sowohl an der nordamerikanischen als auch an der südamerikanischen Pazifikküste vorkommt.
Der Dornrücken-Engelhai lebt im äußeren Randbereich des Kontinentalschelfs, die Tiefenverbreitung ist unbekannt.

## Lebensweise
Über die Lebensweise des Dornrücken-Engelhais ist nichts bekannt. Wie andere Engelhaie ernährt er sich wahrscheinlich vor allem von kleinen Knochenfischen, Kopffüßern und Krebsen, die er als Lauerjäger auf dem Boden liegend erbeutet. Wie alle Engelhaie ist er ovovivipar – die Eier werden im Mutterleib ausgebrütet, bevor die Jungtiere lebend geboren werden.

## Gefährdung
Eine Einstufung der Gefährdung dieser Art wird durch die International Union for Conservation of Nature (IUCN) aufgrund unzureichender Datenlage („Data deficient“) nicht vorgenommen.

## Belege
1. 1 2  Squatina armata in der Roten Liste gefährdeter Arten der IUCN 2010. Eingestellt von: Lamilla, J. & Romero, M., 2004. Abgerufen am 18. Dezember 2010.